# Colibri
Pour les articles homonymes, voir Colibri (homonymie).
Pour l’article ayant un titre homophone, voir Kolibri.
Taxons concernés
Dans la famille des Trochilidae
- De nombreuses espèces de la sous-famille des Trochilinae.
- Une espèce de la sous-famille des Phaethornithinae
  - Colibri tacheté mais aussi ermite tachetémodifier

Colibri est un nom général du vocabulaire français qui ne correspond pas exactement à un niveau de classification scientifique des oiseaux-mouches.
Il s'agit en effet d'un nom vernaculaire dont le sens est ambigu en biologie car utilisé seulement pour désigner une partie des différentes espèces d'oiseaux classées dans la famille des Trochilidés. Ce nom désigne en effet, selon le cas, soit un genre zoologique (Colibri) qui regroupe seulement quatre espèces parmi ces oiseaux. Ce même mot est également à la base de plusieurs noms normalisés créés pour la nomenclature scientifique en français, ainsi que des noms vulgaires que les spécialistes ont utilisés autrefois. Et enfin, dans le langage courant, le terme « colibri » peut désigner l'ensemble des oiseaux-mouches alors que la famille des Trochilidés comprend aussi des oiseaux appelés bec-en-faucille, ermite, porte-lance, campyloptère, mango, coquette, émeraude, etc.

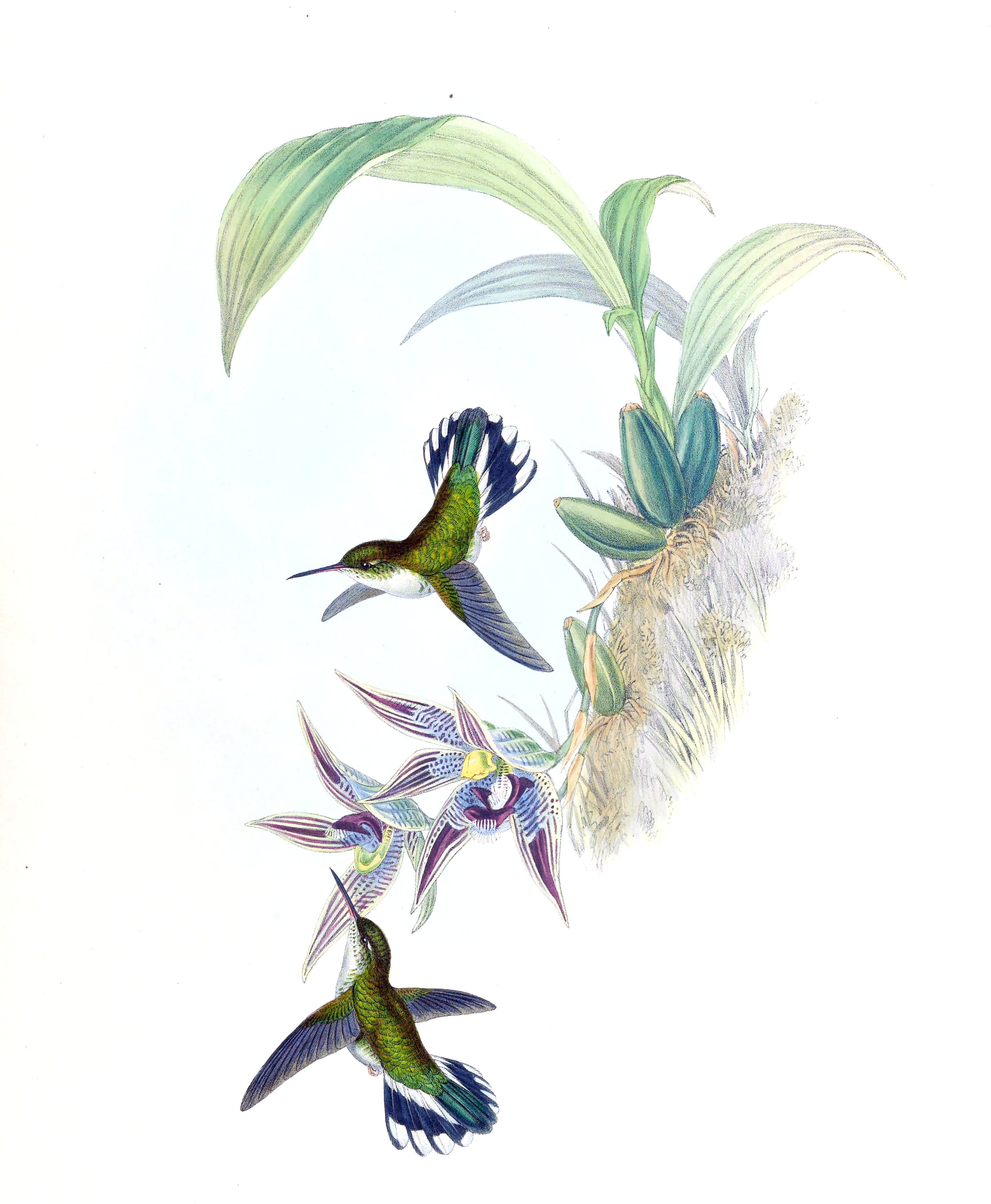
Les colibris ont un vol stationnaire et une forme de bec adaptés au captage du nectar des plantes tropicales. Ici Phlogophilus hemileucurus et Paphinia cristata.

## Étymologie
Selon certaines sources, ce terme dériverait d'une langue caribe, mais il est possible qu'il dérive d'un mot espagnol. Le terme « colibri » s'est imposé dans bon nombre de langues, y compris le français. Initialement, seules les espèces incluses dans la sous-famille des Trochilinae portaient ce nom, celle des Phaethornithinae en étant exclues.

## Physiologie, comportement et écologie
Les caractéristiques générales des colibris sont celles des Trochilidae, avec des nuances pour chaque espèce : voir les articles détaillés, par genres ou espèces, pour plus d'informations sur leur description ou leur mode de vie.
On sait que la rétine des oiseaux dispose de quatre types de cônes de couleur (un de plus que chez l'être humain). Par rapport aux humains, les colibris, notamment, perçoivent probablement une plus grande proportion de couleurs naturelles comme non-spectrales. Ceci leur permet a priori de voir les couleurs des fleurs, de leur environnement et du plumage d'autres oiseaux d'une manière très différente de celle des humains. Les oiseaux distinguent plus de couleurs non-spectrales que les humains (une couleur est dite non-spectrale quand « les types de cônes non adjacents (sensibles à des parties largement séparées du spectre lumineux) sont principalement stimulés ; pour les humains, le violet est une lumière non-monochromatique qui apparait quand il y a stimulation au même moment des cônes sensibles au bleu et au rouge, deux cônes ayant des courbes de sensibilité spectrale non adjacentes) est une couleur non spectrale ».
En 2020, une étude s'est basée sur des colibris sauvages formés à participer à des tests de vision des couleurs. Elle a montré qu'ils distinguent différentes couleurs non spectrales dont UV + rouge ; UV + vert ; violet et UV + jaune.
Comme chez les insectes pollinisateurs, cette spécificité semble éthologiquement et écologiquement pertinentes. En effet l'analyse d'environ 3 300 couleurs de plumage et de plantes suggèrent que les colibris, outre qu'ils voient la lumière ultraviolette, perçoivent de nombreuses couleurs naturelles comme non spectrales dans un espace colorimétrique tétrachromatique. Ceci facilite leur signalisation par rapport aux congénères et autres oiseaux, et la recherche de nourriture.
La température corporelle du colibri est de 40 degrés Celsius.

### Cri
Le colibri zinzinule.[réf. nécessaire]

## Un genre zoologique
Colibri est le nom d'un genre d'oiseaux, un taxon (caractère génétique)  précis qui regroupe seulement quatre espèces :
- Colibri coruscans – Colibri d'Anaïs

- Colibri delphinae – Colibri de Delphine

- Colibri serrirostris – Colibri à ventre blanc
- Colibri thalassinus – Colibri thalassin

Les colibris du genre du même nom
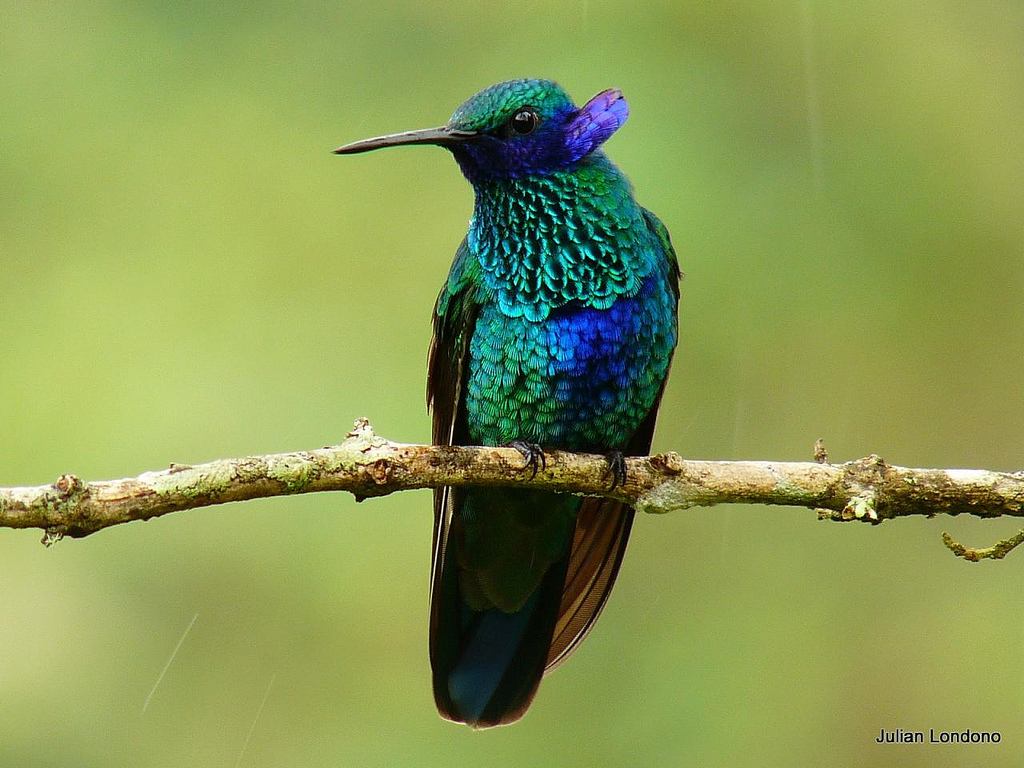
Colibri d'Anaïs (mâle) Colibri coruscans.
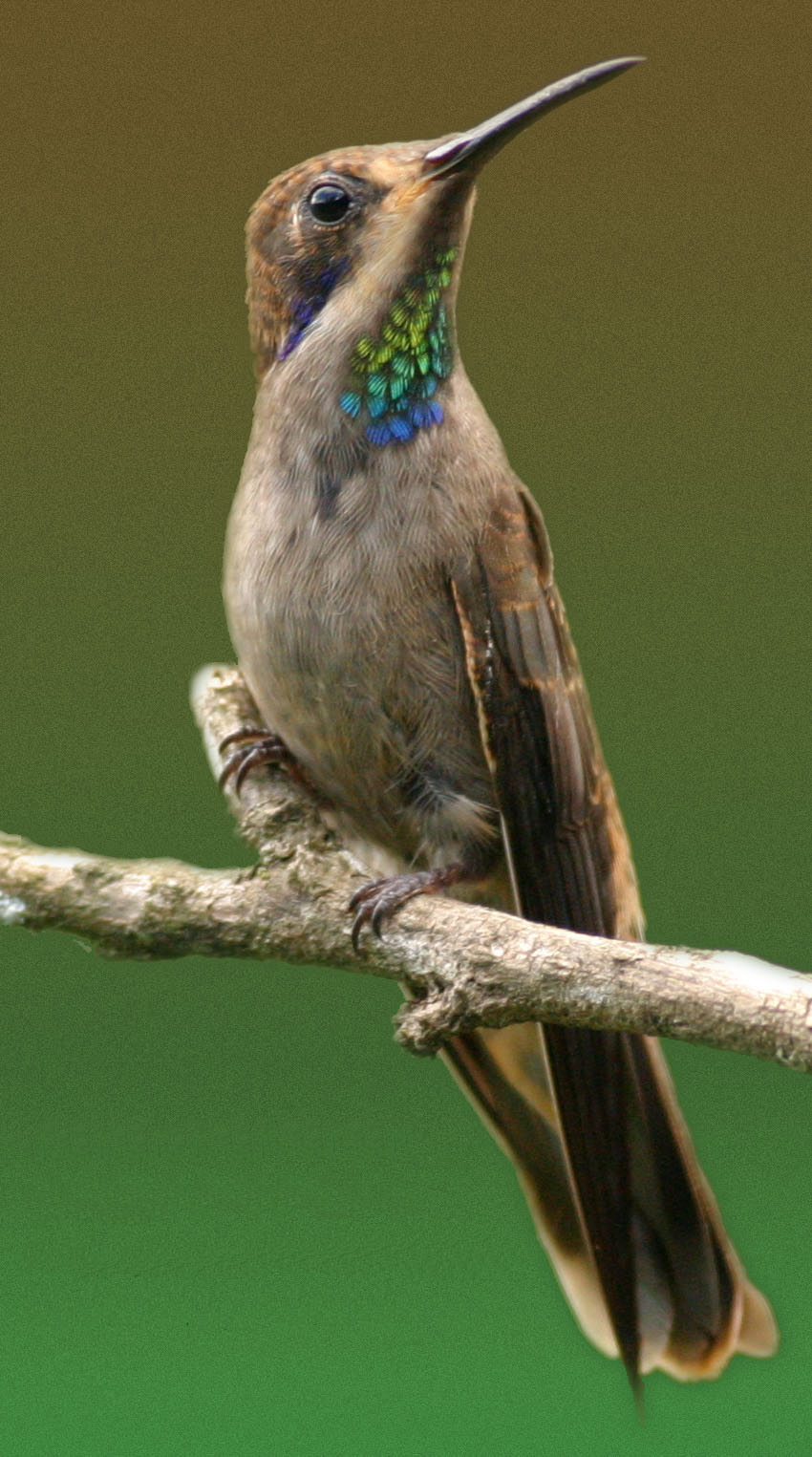
Colibri de Delphine Colibri delphinae.
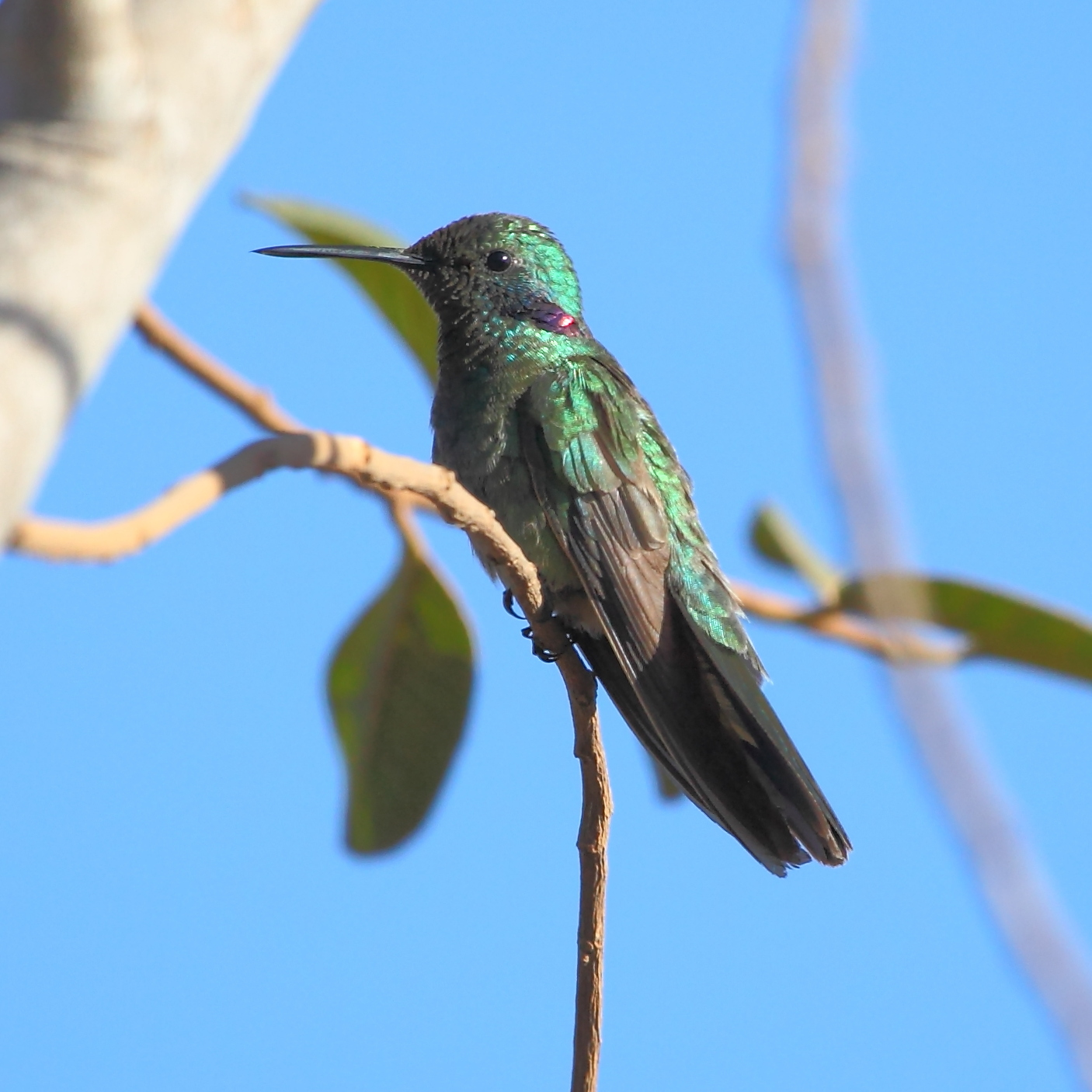
Colibri à ventre blanc Colibri serrirostris.
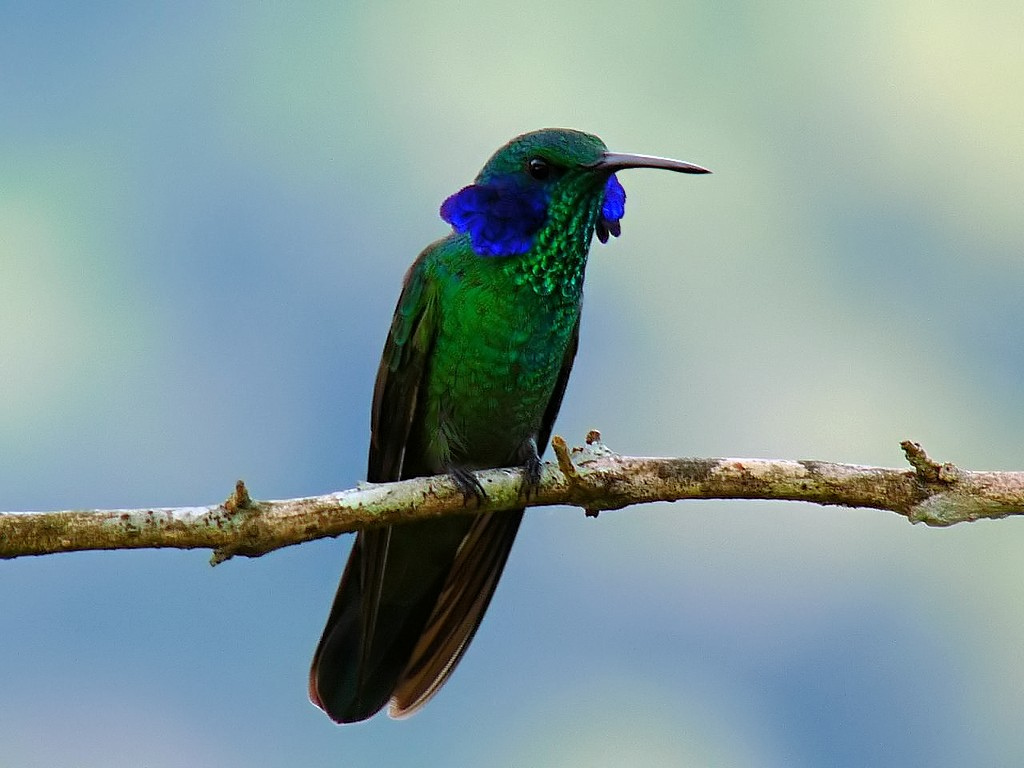
Colibri thalassin (mâle) Colibri thalassinus.

## Noms en français et noms scientifiques correspondants
Le mot « colibri » est à la base de plusieurs noms normalisés créés pour la nomenclature scientifique en français, ceux-ci sont sans ambigüité pour désigner une espèce précise. On le retrouve aussi dans divers autres noms : des noms vulgaires que les spécialistes ont utilisés autrefois, et enfin comme nom vernaculaire, du langage courant pour désigner ces petits oiseaux sans distinction précise d'espèce.

### Noms normalisés
Liste alphabétique des noms normalisés du CINFO (màj 2009) et Avibase, en regard du nom scientifique valide reconnu par la classification de référence (version 2.7, 2010) du Congrès ornithologique international :
- Colibri à ailes saphir – Pterophanes cyanopterus
- Colibri à bec noir – Trochilus scitulus
- Colibri à calotte violette – Goldmania violiceps[4]
- Colibri à coiffe blanche – Microchera albocoronata[4]
- Colibri à dos noir – Ramphomicron dorsale
- Colibri à épaulettes – Eupherusa eximia[4]
- Colibri à flancs blancs – Oreotrochilus leucopleurus
- Colibri à gorge améthyste – Lampornis amethystinus[4]
- Colibri à gorge blanche – Leucochloris albicollis[4]
- Colibri à gorge bleue – Lampornis clemenciae[4]
- Colibri à gorge grenat – Lamprolaima rhami[4]
- Colibri à gorge lilas – Lampornis hemileucus[4]
- Colibri à gorge noire – Archilochus alexandri[4]
- Colibri à gorge pourprée – Lampornis calolaemus[4]
- Colibri à gorge rubis – Archilochus colubris[4],[5]
- Colibri à menton bleu – Chlorestes notata[4]
- Colibri à oreilles blanches – Basilinna leucotis
- Colibri à petit bec – Ramphomicron microrhynchum
- Colibri à plastron noir – Oreotrochilus melanogaster
- Colibri à poitrine violette – Sternoclyta cyanopectus
- Colibri à queue bronzée – Chalybura urochrysia[4]
- Colibri à queue courte – Myrmia micrura
- Colibri à queue en ciseaux – Hylonympha macrocerca
- Colibri à queue grise – Lampornis cinereicauda
- Colibri à queue large – Selasphorus platycercus[4]
- Colibri à queue mi-blanche – Phlogophilus hemileucurus
- Colibri à queue singulière – Doricha enicura
- Colibri à queue verte – Leucippus chlorocercus[4]
- Colibri à sous-caudales rousses – Urosticte ruficrissa
- Colibri à tête bleue – Cyanophaia bicolor[4]
- Colibri à tête cuivrée – Elvira cupreiceps[4]
- Colibri à tête noire – Trochilus polytmus[4]
- Colibri à tête rose – Anthocephala floriceps
- Colibri à tête violette – Klais guimeti[4]
- Colibri à ventre blanc – Colibri serrirostris[4]
- Colibri à ventre châtain – Lampornis castaneoventris[4]
- Colibri à ventre noir – Eupherusa nigriventris[4]
- Colibri adèle – Oreotrochilus adela
- Colibri améthyste – Calliphlox amethystina[5]
- Colibri anaïs – Colibri coruscans[4]
- Colibri ardent – Selasphorus ardens[4]
- Colibri aux huppes d'or – Heliactin bilophus
- Colibri avocette – Avocettula recurvirostris[4]
- Colibri avocettin – Opisthoprora euryptera
- Colibri bourdon – Chaetocercus bombus
- Colibri calliope – Stellula calliope[4]
- Colibri casqué – Oxypogon guerinii
- Colibri charmant – Calothorax pulcher[4]
- Colibri circé – Cynanthus latirostris[4]
- Colibri comète – Taphrolesbia griseiventris
- Colibri cora – Thaumastura cora
- Colibri corinne – Heliomaster longirostris[4]
- Colibri d'Abeillé – Abeillia abeillei[4]
- Colibri d'Alice – Aglaeactis aliciae
- Colibri d'Allen – Selasphorus sasin[4]
- Colibri d'Angèle – Heliomaster furcifer
- Colibri d'Anna – Calypte anna[4],[5]
- Colibri d'Arica – Eulidia yarrellii
- Colibri d'Elena – Mellisuga helenae
- Colibri d'Eliza – Doricha eliza
- Colibri d'Elliot – Atthis ellioti[4]
- Colibri d'Oaxaca – Eupherusa cyanophrys[4]
- Colibri de Benjamin – Urosticte benjamini
- Colibri de Berlepsch – Chaetocercus berlepschi
- Colibri de Bouguer – Urochroa bougueri
- Colibri de Bourcier – Polyonymus caroli
- Colibri de Buffon – Chalybura buffonii
- Colibri de Burmeister – Microstilbon burmeisteri
- Colibri de Castelnau – Aglaeactis castelnaudii[4]
- Colibri de Constant – Heliomaster constantii[4]
- Colibri de Costa – Calypte costae[4]
- Colibri de Cuvier – Phaeochroa cuvierii[4]
- Colibri de Delalande – Stephanoxis lalandi[4]
- Colibri de Delphine – Colibri delphinae[4]
- Colibri de Doubleday – Cynanthus doubledayi
- Colibri de Fanny – Myrtis fanny
- Colibri de Geoffroy – Schistes geoffroyi
- Colibri de Goudot – Lepidopyga goudoti[4]
- Colibri de Hartert – Phlogophilus harterti
- Colibri de Jardine – Boissonneaua jardini
- Colibri de Jourdan – Chaetocercus jourdanii
- Colibri de Julie – Damophila julie
- Colibri de Lafresnaye – Lafresnaya lafresnayi
- Colibri de Lillie – Lepidopyga lilliae
- Colibri de Matthews – Boissonneaua matthewsii
- Colibri de Mitchell – Calliphlox mitchellii[4]
- Colibri de Mulsant – Chaetocercus mulsant
- Colibri de Rivoli – Eugenes fulgens[4]
- Colibri de Sybil – Lampornis sybillae[4]
- Colibri de Taczanowski – Leucippus taczanowskii[4]
- Colibri de Tumbes – Leucippus baeri[4]
- Colibri de Xantus – Basilinna xantusii
- Colibri demi-deuil – Florisuga fusca[4]
- Colibri des Bahamas – Calliphlox evelynae[4]
- Colibri des Santa Marta – Chaetocercus astreans
- Colibri des tépuis – Polytmus milleri[4]
- Colibri du Chili – Sephanoides sephaniodes
- Colibri du Chimborazo – Oreotrochilus chimborazo
- Colibri du Guerrero – Eupherusa poliocerca[4]
- Colibri du Pirré – Goethalsia bella[4]
- Colibri elvire – Elvira chionura[4]
- Colibri estelle – Oreotrochilus estella
- Colibri étincelant – Aglaeactis cupripennis
- Colibri falle-vert – Eulampis holosericeus[4]
- Colibri faux-saphir – Lepidopyga coeruleogularis[4]
- Colibri féerique – Heliothryx barroti[4]
- Colibri flamboyant – Topaza pyra
- Colibri flammule – Selasphorus flammula[4]
- Colibri flavescent – Boissonneaua flavescens
- Colibri géant – Patagona gigas[4]
- Colibri grivelé – Taphrospilus hypostictus[4]
- Colibri guaïnumbi – Polytmus guainumbi[4]
- Colibri héliodore – Chaetocercus heliodor[4]
- Colibri héloïse – Atthis heloisa[4]
- Colibri hirondelle – Eupetomena macroura[4]
- Colibri huppé – Orthorhyncus cristatus[4]
- Colibri insigne – Panterpe insignis[4]
- Colibri jacobin – Florisuga mellivora[4]
- Colibri lucifer – Calothorax lucifer[4]
- Colibri lumachelle – Augastes lumachella
- Colibri madère – Eulampis jugularis[4]
- Colibri magenta – Calliphlox bryantae[4]
- Colibri médiastin – Heliomaster squamosus
- Colibri moucheté – Adelomyia melanogenys
- Colibri nain – Mellisuga minima[4]
- Colibri noble – Oreonympha nobilis
- Colibri oreillard – Heliothryx auritus
- Colibri paméla – Aglaeactis pamela
- Colibri porte-épée – Ensifera ensifera
- Colibri robinson – Sephanoides fernandensis
- Colibri roux – Selasphorus rufus[4]
- Colibri rubis-émeraude – Clytolaema rubricauda
- Colibri rubis-topaze – Chrysolampis mosquitus[4]
- Colibri sapho – Sappho sparganura
- Colibri scintillant – Selasphorus scintilla[4]
- Colibri sombre – Cynanthus sordidus[4]
- Colibri superbe – Augastes scutatus
- Colibri thalassin – Colibri thalassinus[4]
- Colibri topaze – Topaza pella
- Colibri tout-vert – Polytmus theresiae[4]
- Colibri trompeur – Leucippus fallax[4]
- Colibri vert-d'eau – Lampornis viridipallens
- Colibri vert et gris – Aphantochroa cirrochloris
- Colibri vesper – Rhodopis vesper
- Colibri zémès – Tilmatura dupontii[4]

### Noms divers
Liste alphabétique des noms vernaculaires ou noms vulgaires dont l’usage est attesté.

Note : Cette liste est variable selon les usages. Certaines espèces ont plusieurs noms et, les classifications évoluant encore, les noms scientifiques ont peut-être un autre synonyme valide.
- Colibri bec-en-faucille - Eutoxeres aquila[4]
- Colibri d'Hélène - voir Colibri d'Elena[7],[5],[4]
- Colibri d'Équateur ou Colibri de l'Équateur - Androdon aequatorialis[4] (normalisé ?)
- Colibri de Delattre - Campylopterus hemileucurus[5]
- Colibri de Dohrn - Glaucis dohrnii[5],[4] (normalisé ?)
- Colibri de Goldman - voir Colibri à calotte violette[4]
- Colibri fallevert - voir Colibri falle-vert[4]
- Colibri glauque - voir Colibri vert-d'eau[4]
- Colibri montagnard - voir Colibri estelle[4]
- Colibri moustique - Chrysolampis mosquitus[5]
- Colibri tacheté - Ramphodon naevius[4], la seule espèce parmi les Phaethornithinae, elle est reconnue par la CINFO sous le nom d'Ermite tacheté
- Colibri à bec court - voir Colibri héloïse[4]
- Colibri à bec rouge - voir Colibri circé[4]
- Colibri à couronne violette - Amazilia violiceps[4]
- Colibri à fine queue - voir Colibri à queue singulière[4]
- Colibri à gorge pourpre - voir Colibri lucifer[4]
- Colibri à oreilles violettes - voir Colibri thalassin[4]
- Colibri à poitrine noire - voir Colibri de Rivoli[4]
- Colibri à queue rousse - voir Colibri d'Allen[4]
- Colibri à ventre fauve - Amazilia yucatanensis[4]
- Colibri à ventre gris - Amazilia tzacatl[4]
- Colibri élise - Doricha eliza[4]
- Colibri-Abeille - voir Colibri d'Elena
- Colibris - comme « oiseaux-mouches », désigne au pluriel l'ensemble de la famille des Trochilidae[5],[7]
- etc.

## Dans la culture

### Musique
Sur un sonnet de Leconte de Lisle (extrait des Poèmes barbares, 1862) Ernest Chausson met en musique Le Colibri Op 2 n°7 en 1882 (Sept mélodies). 